# Lele Nucera
Lele Nucera (Siderno, 26 maggio 1981) è un attore italiano.

## Biografia
Nel 2002 debutta come attore nel film Tornare indietro diretto da Renzo Badolisani, che gli vale il Globo d'oro come miglior attore esordiente. A questo film fanno seguito altri ruoli da protagonista nei film L'abbuffata diretto da Mimmo Calopresti e Il germe del melograno diretto da Silvana Strocchi, entrambi del 2007. Nel 2010 è protagonista del cortometraggio Fuori tempo massimo di Alberto Gatto. Ricopre altri ruoli nei film Riturnella di Francesca Garcea e Inanna Hotel di Graziano Misuraca. In televisione ha partecipato alla serie televisiva Distretto di Polizia 4 (2003) e alla serie di Rai 1, Gente di mare (2005).  Lo abbiamo visto anche negli spot tv Coppa Oro Sammontana e Duplo Ferrero
È sceneggiatore, regista e dei cortometraggi Maramandra, prodotto dalla Bird Production, e Respira, prodotto da Obiettivi Creativi e Baobei Production.
Riveste il ruolo di direttore della Scuola Cinematografica della Calabria.
Si occupa anche di casting e collabora produzioni internazionali, infatti nel 2017 va alla ricerca di nuovi talenti per la serie televisiva Sky Il miracolo, diretta da Niccolò Ammaniti e Francesco Munzi; per la serie televisiva Trust, diretta da Danny Boyle; per il film Rai Liberi di scegliere, diretto da Giacomo Campiotti. Nel 2018 collabora alla serie televisiva Zerozerozero regia di Stefano Sollima, tratta dal libro di Roberto Saviano. Sempre nel 2018 è direttore casting del film Aspromonte la terra degli ultimi, diretto da Mimmo Calopresti, e del film Regina, diretto da Alessandro Grande.

## Filmografia

### Attore

#### Cinema
- Tornare indietro, regia di Renzo Badolisani (2002)
- L'abbuffata, regia di Mimmo Calopresti (2007)
- Riturnella, regia di Francesca Garcea (2007)
- Il germe del melograno, regia di Silvana Strocchi (2007)
- Inanna Hotel, regia di Graziano Misuraca (2010)
- Fuori tempo massimo, regia di Alberto Gatto (2011)
- Maramandra, regia di Lele Nucera (2017) - cortometraggio

#### Televisione
- Distretto di Polizia 4, regia di Riccardo Mosca e Monica Vullo - serie TV, 1 episodio (2003)
- Gente di mare, regia di Alfredo Peyretti e Vittorio De Sisti - serie TV, 1 episodio (2005)
- Tutto il mondo è paese, regia di Giulio Manfredonia - film TV (2018)

### Regista

#### Cinema
- Maramandra (2017) - cortometraggio
- Respira (2019) - cortometraggio

#### Videoclip
- Blu Steps (2018)
- Lokride (2018)
- Blu Cobalto (2019)
- Au cinema (2024)

## Riconoscimenti
- Globo d'oro
  - 2002 – Miglior attore esordiente[3][4]